# Geschiedenis van Gent
Dit artikel handelt over de geschiedenis van de stad Gent.

## Oorsprong

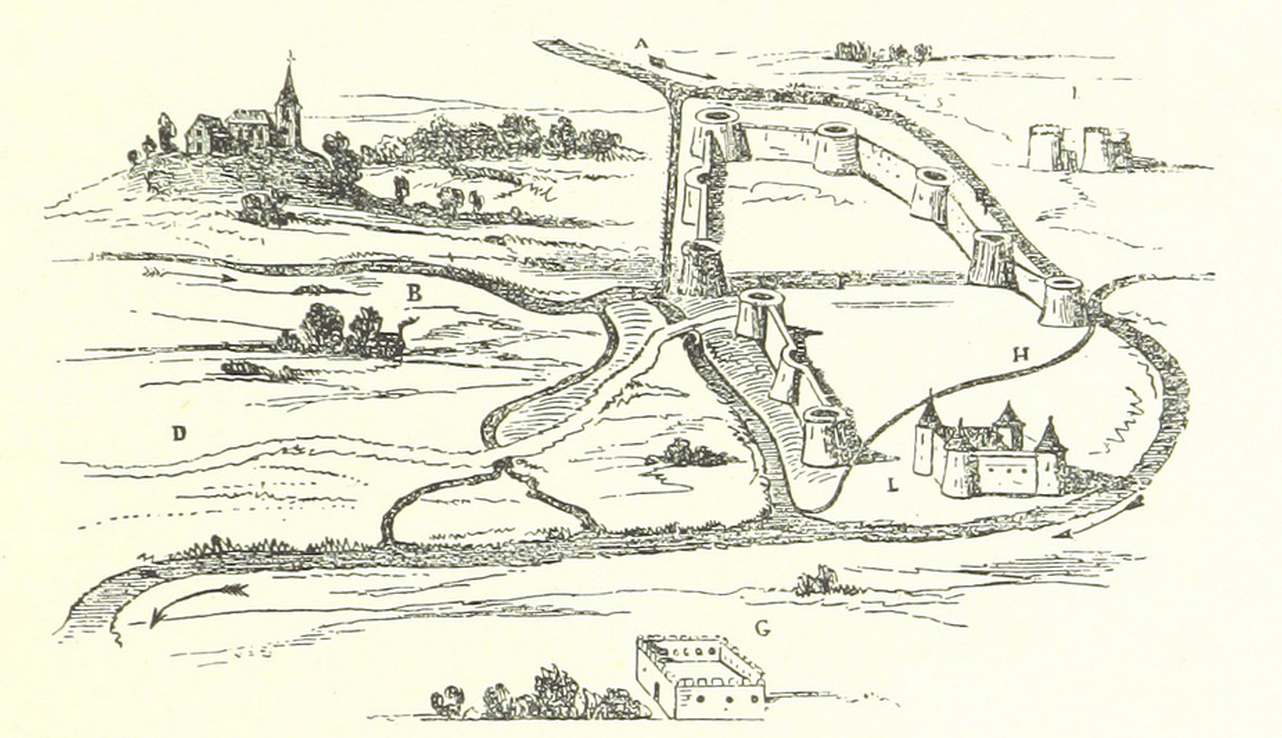
Gent in de 10de eeuw op een tekening uit 1885 (A = Leie, B = Schelde)

Geologisch gezien behoort de Gentse regio tot de Noordwest-Europese laagvlakte, een uitgestrekt gebied met verre horizonten, een laag reliëf en een dicht net van waterlopen, waarvan de belangrijkste in de Noordzee uitmonden. Gent is ontstaan aan de samenvloeiing van de Leie en de Schelde, de twee voornaamste rivieren die het lage en waterrijke landschap van Zandig Vlaanderen bepalen. Water oefent een grote aantrekkingskracht uit op mensen. Dat is vandaag zo, maar het gold ook bijna 60.000 jaar geleden, toen de eerste mensen in deze streek rondtrokken. De plek bij de samenvloeiing, de latere Sint-Baafsabdij, wordt beschouwd als de ankerplaats in Gent voor de overgang van de premiddeleeuwse nederzettingen naar de middeleeuwse stad. Vaak wordt aangenomen dat de oudste nederzetting in Gent dateert uit de Gallische (of Keltische) tijd en dat de naam Gent zou afkomstig zijn van de Keltische waternaam Gond, verbasterd naar het Germaanse Gand, waarvan het Latijnse Gandavum is afgeleid. Maar er zijn vroegere sporen van nederzettingen en bewoning in de regio.

### Sporen van een rijk verleden
In de Gentse bodem vinden archeologen menselijke sporen uit verschillende tijdperken. De oudste sporen van menselijke aanwezigheid op het Gentse grondgebied dateren van het middenpaleolithicum (55.000-35.000 jaar voor onze tijdrekening) of de middenperiode van de oude steentijd. Ze komen alleen aan het licht bij diepe graafwerken zoals bij de aanleg van de Blaarmeersen. De sporen verwijzen naar Neanderthal-mensen die tussen de twee laatste glacialen de Gentse regio bezochten. Het landschap zag er nog volledig anders uit. De rondtrekkende mensen leefden voornamelijk van de jacht op groot wild en het verzamelen van eetbare planten en vruchten.
Op de hogere zandruggen in de nabijheid van waterlopen, zowel bij de samenloop van Leie en Schelde als langs de Kale-Durme ten noorden van de stad, troffen archeologen al talrijke microlieten aan. Ze dateren ongeveer 8000-4000 jaar voor onze tijdrekening. Omstreeks 3000 jaar voor onze tijdrekening, naar aanleiding van de neolithische revolutie evolueerde het nomadische bestaan in de streek geleidelijk naar een meer sedentaire levenswijze. Bosgebied werd ontgonnen voor de aanleg van akkers en weiden en voor de oprichting van nederzettingen. Die bestonden uit van hout en leem opgetrokken boerderijen. De oudste metalen voorwerpen die in Gent werden gevonden, zijn zwaarden en sieraden uit de Bronstijd (vanaf ongeveer 1700 jaar voor onze tijdrekening). Ze kwamen in Gent terecht via immigranten of rondreizende bronsgieters en via ruil. De kenmerken van het metaal wijzen op handelsbetrekkingen met Atlantisch Europa (Britse eilanden, West-Frankrijk).
Grote cirkelvormige grafmonumenten uit de vroege en midden bronstijd, zoals onder meer de exemplaren aan de Hogeweg, laten vermoeden dat de maatschappij hiërarchisch was georganiseerd en geleid werd door een, mogelijk militaire, topklasse. Verspreid over het Gentse grondgebied worden sporen aangetroffen die verwijzen naar bewoning in de ijzertijd (van 700 jaar voor onze tijdrekening tot de komst van de Romeinen). De erven omvatten houten hoofd- en bijgebouwen, binnen greppelstructuren. Diverse kuilen hadden mogelijk een sacrale of rituele betekenis. Een belangrijk aspect was de introductie van ijzer dat vooral uit de streek van Samber en Maas werd aangeleverd. Toch wijzen vondsten in Gent ook op de vervaardiging van objecten uit het lokale moerasijzererts of limoniet. Tijdens de late ijzertijd (van 500 à 450 jaar voor onze tijdrekening tot aan de Romeinen) of de La Tène-periode kwam de streek onder Keltische invloed. Tijdens die laatste fase van de voorgeschiedenis werden ook voor het eerst munten geslagen.

### Romeinse en Frankische invloed
Het Romeinse leger landde tussen 58 en 51 v.C. in Gallië. De Romeinen namen het zuiden van de Lage Landen in en zo werd de Gentse regio deel van een immens rijk waarin de politiek, economie en maatschappij sterk georganiseerd was. De inheemse gebruiken bleven echter wel tot in de 1ste eeuw van deze tijdrekening doorleven. De Romeinse invloed was onder meer zichtbaar in het wegennet, de bouwtechnieken, het geloof, de dodencultus en gebruiksgoederen. Rond de grotere nederzetting aan het rivierenknooppunt dat later Gent zou worden, waren er in de 2de en de 3de eeuw verschillende kernen die werden bewoond. Dit waren toen vooral boerderijen in een inheems-Romeinse traditie. Vanaf het midden van de 3de eeuw moest het Romeinse rijk het hoofd bieden aan de Franken. De Franken staken de Rijngrens over en plunderden diep in Gallo-Romeins gebied. De nederzettingen in de Gentse regio konden echter overleven, tot zeker in de tweede helft van de 4de eeuw. Door de invallen kwam er een militaire reorganisatie en tijdens de 3de eeuw werd extra nadruk gelegd op verdediging van nederzettingen. Daarom worden laat-Romeinse vondsten in westelijk België meestal in verband gebracht met het idee van een versterkte nederzetting of castellum.
In de loop van de 5de eeuw verschoof het gezag over de regio van de Romeinen naar de Salische Franken en op deze manier kwam Gent in de Germaanse leefwereld terecht.  Over het hele grondgebied lagen er tussen 5de en de 7de eeuw kleine Merovingische nederzettingen verspreid. Dit waren vaak groepen van boerenfamilies die van landbouw en veeteelt leefden. Ze gaven de voorkeur aan de hoger gelegen drogere zandgronden die uitkeken over het landschap. Ook toponymie en geschreven bronnen duiden op het bestaan van talrijke vroegmiddeleeuwse nederzettingen. Het Germaanse woord voor woning, ‘haima’, vinden we vandaag nog in het suffix ‘-gem’ of ‘hem’ in verschillende Gentse plaatsnamen. Sommige van de oorspronkelijke nederzettingen groeiden uit tot dorpen zoals het hedendaagse Wondelgem en Sint-Denijs-Westrem. Andere nederzettingen worden herinnerd door hergebruik van de namen in wijken, gehuchten of straten zoals Ekkergem, Rooigem, Kolegem en Sint-Pieters-Aaigem.

### Twee abdijen
Gent had vanaf de 7de eeuw twee grote abdijen: de Sint-Baafs- (625-650) en de Sint-Pietersabdij (na 650), die mee de stad hielpen vormen. De abdijen waren het gevolg van de kerstening van de regio onder invloed van de Merovingische koning Dagobert I en zijn  Aquitaanse zendeling Amandus. De Sint-Pietersabdij, ook wel Blandinium genoemd, ontstond als een missiepost op een koninklijk domein langs de Schelde, op de Blandijnberg. De Sint-Baafsabdij kwam voort uit een kerk die  was gesticht in de nederzetting Ganda aan de samenvloeiing van Leie en Schelde.  De stad was in de 9de eeuw zo belangrijk dat Lodewijk de Vrome, Einhard tot abt van beide abdijen benoemde. De abdijen werden onder Karel de Grote Karolingische rijkskloosters en werden ingeschakeld in de politiek van de Frankische vorst. Het verbaast dan ook niet dat lekenabt Einhard de biograaf was van Karel de Grote.
In 851-852 en opnieuw tussen 879 en 883 verwoestten de Vikingen de stad en vestigden zich lange tijd in de portus aan de Schelde ter hoogte van het huidige Geeraard de Duivelsteen en Sint-Baafs. Deze invallen waren nefast voor de Sint-Baafsabdij en ze bleef jarenlang verlaten. Gedurende deze periode was de Sint-Pietersabdij de belangrijkste abdij in de Gentse regio. Kort na de invallen van de Vikingen, aan het einde van de 9de eeuw, werd een castrum opgericht door Boudewijn II de Kale op de plaats van het huidige Gravensteen. De bewoners hergroepeerden zich waarschijnlijk daar (Oudburg) en op de Graslei aan de Leie. Gent groeide uit verschillende kernen samen tot een grote stad.

### Opkomst van internationale handel
Eens de Noormannen het Scheldegebied hadden verlaten probeerden edelen de regio weer in handen te krijgen. Omdat de Sint-Baafsabdij had geleden onder de plundertochten, verplaatsten de economische activiteiten zich zuidelijker langs de Schelde. Daar ontstond een van de eerste middeleeuwse handelsnederzettingen. Die "stad" was een gebied van ongeveer 6 hectare binnen een omwalling aanpalend aan de Schelde. Binnen dit domein lagen onder meer de burcht die later bekend zal staan als het Geeraard de Duivelsteen en een haven. De rivieren Leie en Schelde stroomden en kronkelden in het Gentse gebied waardoor veel gronden of de meersen periodiek onder water liepen. Die grond was dus niet ideaal voor landbouw, maar beter geschikt voor schapenteelt. Gent zou eeuwenlang de belangrijkste stad van de Nederlanden zijn voor laken (gemaakt van wol), linnen (gemaakt van vlas, met in de 19de eeuw de grootste vlasfabriek van West-Europa) en katoen (de eerste geïndustrialiseerde stad van het vasteland, ook het Manchester van het vasteland genoemd.) Naast lakenhandel heeft de portus zijn ontstaan en initiële groei te danken aan de lokale handel gebaseerd op landbouwoverschotten. Zo kwamen er vanaf het midden van de 10de eeuw enorme hoeveelheden wol naar Gent, overschotten afkomstig van de vele schaapsweiden langs de Vlaamse en Zeeuwse kusten die op dat moment ook eigendom waren van de Gentse abdijen. Die wol stimuleerde de ontwikkeling van een op export gerichte lakennijverheid en was de voornaamste stimulans voor de internationale handel. Om de aanvoer van grondstoffen zoals Engelse wol te garanderen, onderhielden de Gentse textielambachten zo goed mogelijke relaties met Engeland. Dit zorgde echter voor wrevel met de traditionele pro-Franse koers van de Vlaamse graaf en het stadspatriciaat. Deze tegenstelling tekent de verdere geschiedenis van Gent.

## Grootste stad van de Lage Landen

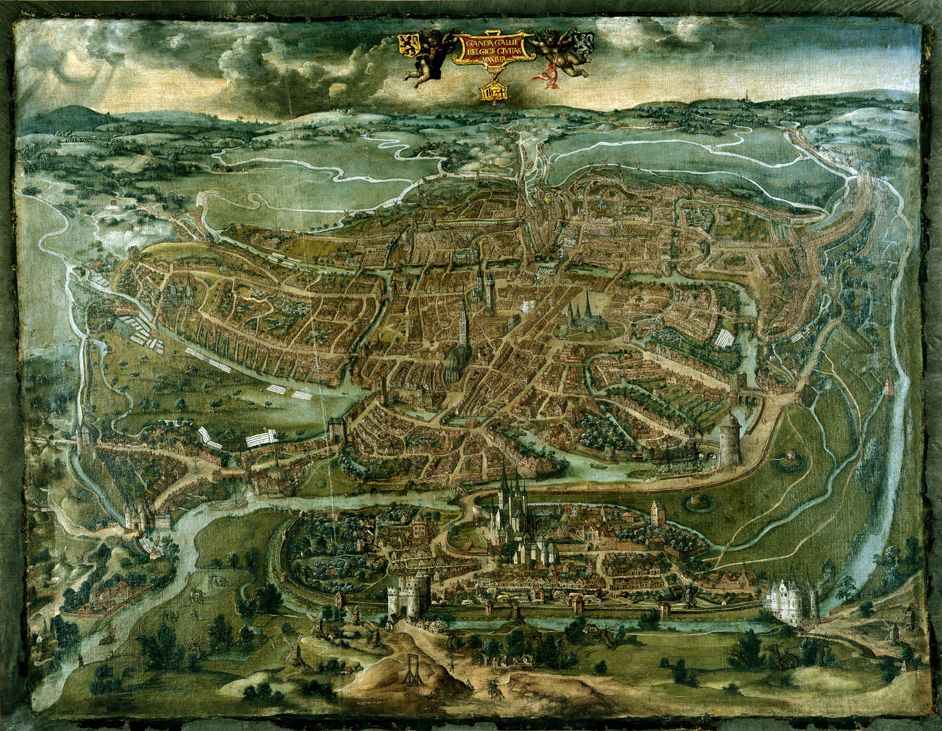
Gent in 1534

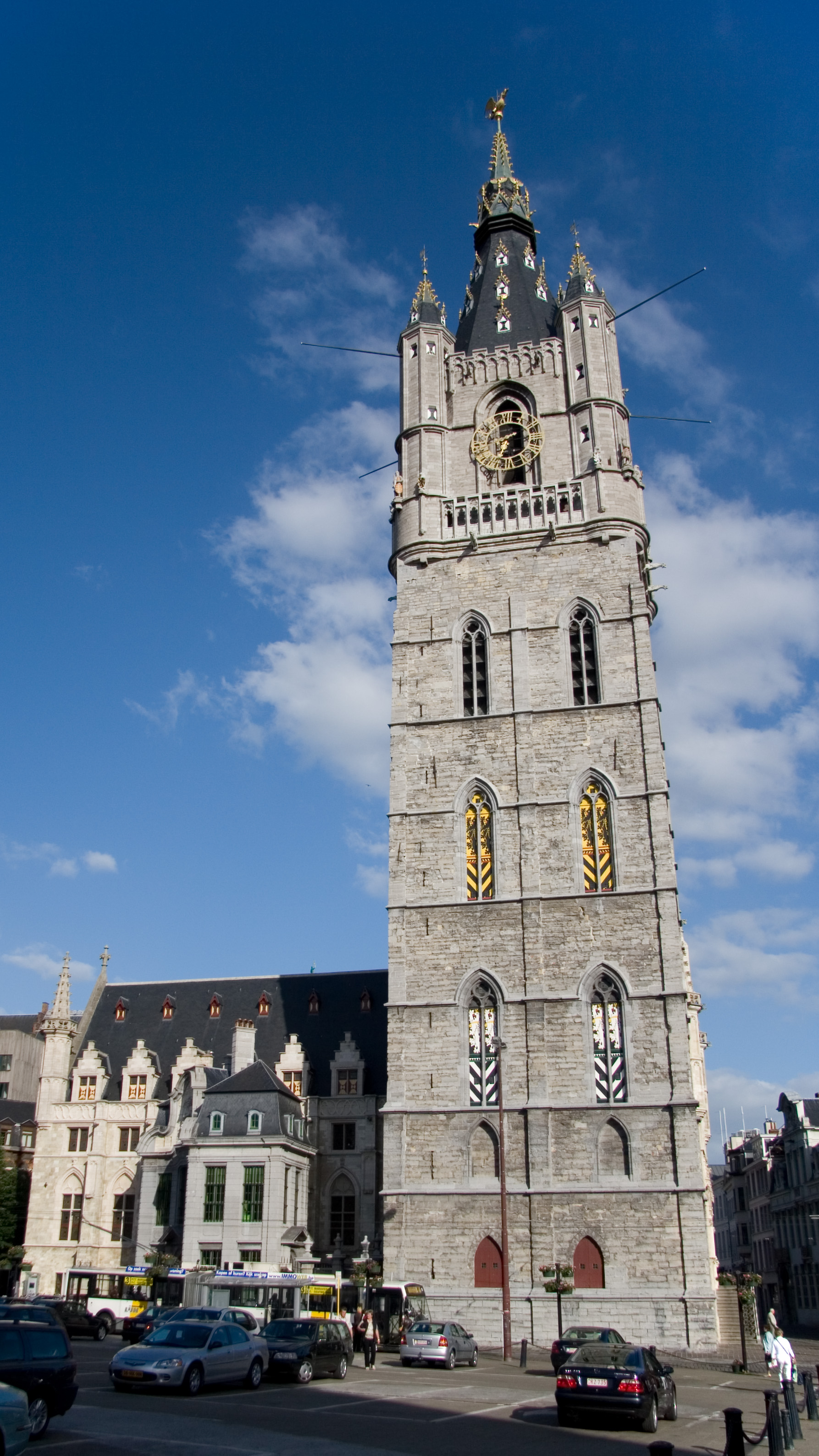
Het belfort was een symbool van de Gentse stedelijke macht

Vanaf het jaar 1000 was Gent gedurende enkele eeuwen de grootste stad van de Nederlanden (tot rond 1550). Gent was bijvoorbeeld groter dan Keulen, de grootste stad van het Heilige Roomse Rijk, en na Parijs en Londen, de grootste stad van Noordwest-Europa. Keizer Karel zei van Gent “Je mettrai Paris dans mon Gant/-d” (“Ik zou Parijs in mijn handschoen/Gent steken”). In de 13de eeuw telde de stad zo'n vijftig- tot zestigduizend inwoners.

### De omwalde middeleeuwse stad
In de 10de en 11de eeuw namen versterkingen de economische rol over van de kloosters en werden rijke handelaars grondeigenaars. In de 10de eeuw kende Gent een belangrijke groei en strekte de 'portus Gandavum' zich uit tot aan de Leie en zelfs erover. Ook de verschillende graven nestelden zich hier op een eiland tussen twee armen van de Leie en bouwden er een vestiging uit, het Gravensteen.
Versterkingen namen in de 10de eeuw de economische rol over die de kloosters voorheen hadden. De domaniale centra stonden immers in voor de centralisatie en de distributie van de opbrengst uit de omliggende streek. Getuigen van de belangrijke bevolkingsgroei zijn ook de oprichting van nieuwe parochies: Sint-Jacobs in 1093, Sint-Michiels voor 1105 en Sint-Niklaas voor 1120. Dit leidde daarnaast ook tot een groter zelfbewustzijn bij de rijke handelaars, die zich wilden losmaken van de voogdij van de abdijen over de stad. Tussen 1038 en 1120 kochten begoede families de grondcijns af en werden zo grondeigenaars, de hele middeleeuwen door bekend als erfgerechtigde lieden of ‘viri hereditarii’. De Gentse commune die in 1127 wordt vermeld, moet rond dezelfde tijd ontstaan zijn. Ook de eerste echte stadsomwalling, met een gordel van waterlopen en grachten, dateert uit die periode. Omstreeks 1100 raakte de term 'portus' buiten gebruik en schakelden de bronnen over op oppidum, een term met een dubbele betekenis: niet enkel een omwalde stad, maar ook een stad die juridisch autonoom was.
In 1120 en 1128 vonden in Gent grote stadsbranden plaats.

### Gent en zijn bestuur
Vanaf de 11de eeuw en vooral in de 13de eeuw groeide Gent spectaculair. De stad kon door haar welvaart nieuwe stukken stadsgebied aankopen, aan de overkant van de Leie en de Schelde. Omstreeks 1100 verleende de graaf van Vlaanderen aan de stad Gent het recht een eigen schepenbank in te stellen. Zo groeide de stad langzamerhand uit tot een autonome macht met volledig zelfstandige instellingen. Hoewel de oprichting van een eigen schepenbank een eerste stap was naar stedelijke autonomie met zeggenschap over het lokale bestuur en de rechtspraak was die niet geheel democratisch verkozen. Alleen leden van erfachtige lieden of stedelijke elite van grondbezitters konden worden verkozen. Gent was altijd een vrijheidslievende en rebelse stad. De burgers vochten er honderden jaren tegen de vorsten om hun privileges of vrijheden te vrijwaren. De aangekochte gebieden werden ondergebracht onder het bestuur en de rechtsmacht van de stadsschepenen.
Tot 1302 regeerden in feite een aantal gegoede burgerfamilies, de zogenoemde XXXIX (zie 39 Gentse schepenen), omdat bestuur en rechtspraak in hun handen waren. Deze patriciërs vormden een gesloten groep van kapitalisten, rijk geworden door de handel en industrie van laken en linnen. De patriciërs die hun eigen belangen trachtten te beschermen, kozen meestal de zijde van de Franse koning tegen de graaf van Vlaanderen en kregen daardoor van het volk de scheldnaam Leliaerts. Omdat lokale ambachtslieden steeds meer rijkdom en macht vergaarden zouden zij ook hun aandeel in het bestuur willen. De ambachten waren eerst nog een uitgesloten deel van de burgerij. In 1301 werd echter een nieuw bestuurlijk regime geïnstalleerd, dat vijf eeuwen zou blijven bestaan. Dit kwam door de overwinning in de Guldensporenslag. In 1297 zette de graaf van Vlaanderen Gwijde van Dampierre de Raad der XXXIX ook al eens af.
Er zouden vanaf dat moment twee schepenbanken bestaan, elk bestaande uit dertien schepenen, van ‘de keure’ en van ‘gedele’. De drie toen grootste sociaal-politieke groepen waren vertegenwoordigd: de textielambachten, de 53 ‘kleine neringen’ (alle andere erkende ambachten) en de ‘poorterij’ of burgerij. Samen vormden ze de ‘Drie Leden’. Het toenemend zelfbewustzijn van de stad uitte zich in de bouw van schepenhuizen, een belfort en verkoophallen voor laken en vlees. Er kwamen ook ambachtshuizen en schutterslokalen, en de stadswallen en stadspoorten werden verder uitgebouwd. Dit bestuur van Gent was meer democratisch.
Omstreeks 1300 werd een stadsomwalling van 12 kilometer lang aangelegd en deze omvatte een oppervlakte van 644 hectare. Binnen de stadsmuren lagen de stadswijken, de juridisch zelfstandige abdijdorpen van Sint-Pieters en Sint-Baafs, het dorp Ekkergem en verschillende kloosters en begijnhoven. Aan het begin van de 14de eeuw zouden er ongeveer 64.000 mensen geleefd hebben binnen de omwalling en Gent was daarmee een van de grootste steden van West-Europa met notabele invloed op politiek en economisch vlak.
Gedurende de eerste fase van Honderdjarige Oorlog (1338-1345) koos Gent, na eerst neutraal te zijn gebleven, de zijde van Engeland, omdat dit land de invoer van grondstoffen voor de textielnijverheid had geblokkeerd. Jacob van Artevelde, een rijk lakenhandelaar, plaatste zich aan het hoofd van een regering die tegen graaf Lodewijk van Nevers opstond, omdat deze de zijde van de Franse koning had gekozen.
Midden op de Vrijdagmarkt staat het standbeeld van Jacob van Artevelde, de 'wijze man van Gent', die op het plein op 26 januari 1340 koning Eduard III van Engeland ontving en in september als koning van Frankrijk erkende (in 1360 moest hij zijn aanspraken opgeven). Sociale conflicten braken echter uit in de stad ('den quaden maendach') en tijdens een opstand van de volders, die het bewind van de wevers onder Artevelde wilden omvergooien, werd Jacob van Artevelde in zijn woning op de Kalandeberg vermoord (17 juli 1345).
Na de Goede Disendach ('Goede dinsdag') in 1349 werd het gezag van de nieuwe graaf, Lodewijk van Male, erkend. Maar het bleef woelig in Gent, het volk wilde medezeggenschap en de sterk georganiseerde gilden namen deel aan de politieke strijd. In 1369 werd de verdeling van de schepenambten aangepast: er werden voortaan in de schepenraad 3 vertegenwoordigers van de poorters, 5 van de 53 kleine 'neringen' en 5 van de grote 'gilden' (of ambachten) opnieuw opgenomen. De graaf trachtte steeds opnieuw de macht in handen te krijgen. Het Gravensteen, de grafelijke residentie met scriptorium en muntatelier kan gezien worden als manifestatie van het grafelijk gezag.
Dit vertoon en de machtsspelletjes van de graaf leidden tot opstanden, zoals die van 1379-1385 onder leiding van Jan Hyoens, Frans Ackerman en Filips van Artevelde, zoon van Jacob. De opstand begon door de moord op een grafelijke baljuw, die de Gentse privileges onvoldoende had gerespecteerd. Enkele malen lukt het de opstandelingen, met steun van ambachtsgilden in andere steden, om bijna het hele graafschap Vlaanderen te beheersen. Filips van Artevelde, die de Gentenaars aanvoerde tegen het Franse leger onder leiding van koning Karel VI en graaf Lodewijk van Male, sneuvelde in 1382 in de Slag bij Westrozebeke.
Deze eerste grote opstand eindigde onbeslist in december 1385 door de Vrede van Doornik met de nieuwe graaf Filips de Stoute. De privileges bleven hierdoor evenwel gehandhaafd, en er gold zelfs amnestie voor elke vorm van verzet, maar Gent moest alsnog haar verbond met Engeland opgeven en de koning van Frankrijk als zodanig erkennen. In 1407 werd te Gent de Raad van Vlaanderen gevestigd en zal als voertaal het Nederlands krijgen.
Van toen af aan werd het Huis van Bourgondië de nieuwe tegenstander van de oproerige stad, die zich eerst verzette tegen Filips de Goede, later tegen Maria van Bourgondië - aan wie zij het Groot Privilege ontfutselde - en ten slotte tegen Maximiliaan van Oostenrijk. In 1492 moest de stad - na de onthoofding van Jan van Coppenolle - de Vrede van Kadzand ondertekenen, waardoor haar zelfstandigheid sterk besnoeid werd en waaraan definitief een einde zou komen na de Gentse Opstand van 1540.

## Gent opstandig en de reactie van keizer Karel

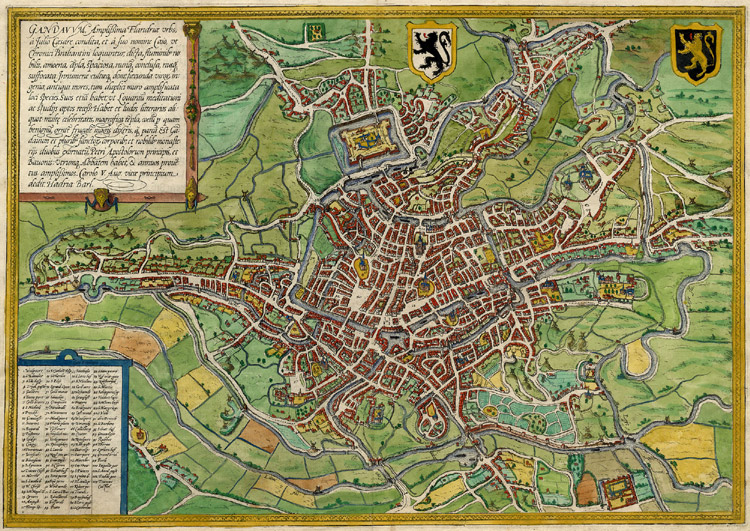
Gent in 1576 op kaart van Braun & Hogenberg

Gent was een van de grootste steden van Vlaanderen naast de drie andere Leden van Vlaanderen, Brugge, Ieper en het district van het Brugse Vrije. Daarom had de stad structureel inspraak in het landsbestuur wat toen betekende dat  er mee beslissingen konden worden genomen in verband met het heffen van belastingen. Gent was voorstander van veel autonomie voor grote steden. Dit had wel het gevolg dat Gent omliggende gebieden en de kleinere steden, het zogenaamde ‘Kwartier van Gent’, domineerde.
Gent droomde ervan een onafhankelijke stadstaat te worden maar dit idee botste echter met de idealen van de graaf, die een grotere macht van de centrale staat wou op zowel bestuurlijk als op militair vlak. Het gevolg was een geschiedenis vol conflicten tussen de stad en de heerser en dit leidde tot opstanden in verschillende periodes. Voorbeelden hiervan zijn onder andere de Gentse Oorlog (1379-1385), de Gentse Opstand (1449-1453) en de Vlaamse Opstand tegen Maximiliaan (1477-1492). De opstanden concludeerden meestal met een overeengekomen vredesverdrag, maar met voorwaarden die telkens veranderden. Zo was er de Vrede van Gavere (1453), die door de Vrede van Cadzand (1492) werd bevestigd, waardoor Gent een groot deel van haar macht en invloed verloor en belast werd met schulden.
In de 16e eeuw speelde Gent een belangrijke rol in de opkomst van het calvinisme (Hervorming) met alle nodige godsdienstconflicten tot gevolg. In 1537 weigerde de stad de bede van de landvoogdes Maria van Hongarije (ter ondersteuning van de oorlogen van keizer Karel V tegen Frankrijk), maar de daarmee gepaard gaande opstand werd door de keizer hard neergeslagen (1540). Toen de leiders om vergiffenis vroegen werd Gent in 1540 aan een nieuw statuut onderworpen, de zogenoemde 'Concessio Carolina'. De vorst schrapte ook verschillende van de privileges die de Gentse ambachten tot dan genoten en de Gentenaars werd ook het recht ontnomen om zelf nog hun schepenen te kiezen. De hoogbaljuw kreeg meer bestuurlijke en juridische bevoegdheden in de stad. De Klokke Roeland, zinnebeeld van de Gentse zelfstandigheid, werd verwijderd uit het Belfort en een nieuwe burcht, het Spanjaardenkasteel, zou er voortaan over waken, dat de Gentenaren niet meer al te driest zouden worden. Gent werd een garnizoensstad onder de permanente militaire controle van het centrale gezag.
De middeleeuwse macht van de stad had afgedaan. De leiders van de opstand moesten in boetekleed en met een strop om de hals vergiffenis vragen. Dit werd al gauw een historisch detail. In de ogen van de buitenstaanders deelden alle inwoners van Gent het lot van de 'Creesers' ("krijsers"). De Gentenaren zelf waren echter niet met die spotnaam gediend. Spoedig kwamen er strenge sancties tegen hen die dit woord durfden gebruiken, gaande van geselingen ("up u bluut lichaem totten bloeie"), tot het extreme geval van een luitenant die in 1578 aan de galg met een echte strop mocht kennismaken. Door de eeuwen heen is de term 'Stroppendragers' (of "Stropkes") zelfs een eretitel geworden van trotse Gentenaars. De hervorming van de middeleeuwse ambachten zou ook een goede zaak blijken, het bevorderde de sociale mobiliteit en de economische ontwikkeling in de stad. De lakenindustrie verkleinde in deze periode en door de hervormingen ontstond er vlot plaats voor nieuwe nijverheden.
Naast het neerslaan van opstanden zorgde Keizer Karel ook nog voor veranderingen die de stad ten goede zouden komen. Zo richtte hij de Armenkamer op, een instelling die de steun verzorgde voor arme Gentenaars. Ook kwamen er in 1535 twee scholen voor kansarme kinderen waar ze kosteloos terecht konden. Op die manier werd de basis gelegd van een welzijnsbeleid voor de stad dat vandaag nog steeds voortleeft in het werk van het OCMW. Keizer Karel verleende ook toestemming voor het graven van de Nieuwe Vaart of Sassevaart, waardoor Gent een verbinding met de Westerschelde kreeg. Dit was een voorloper van het kanaal dat vandaag Gent en Terneuzen verbindt.
Tijdens de Tachtigjarige Oorlog werd in 1576 door de verzamelde Staten-Generaal van de Nederlanden de Pacificatie van Gent gesloten, een godsdienstvrede tussen Roomsen en de protestanten. Twee dagen daarna werd na een maandenlange belegering het Spanjaardenkasteel veroverd.

## Godsdienstkwesties en De Gentse Republiek

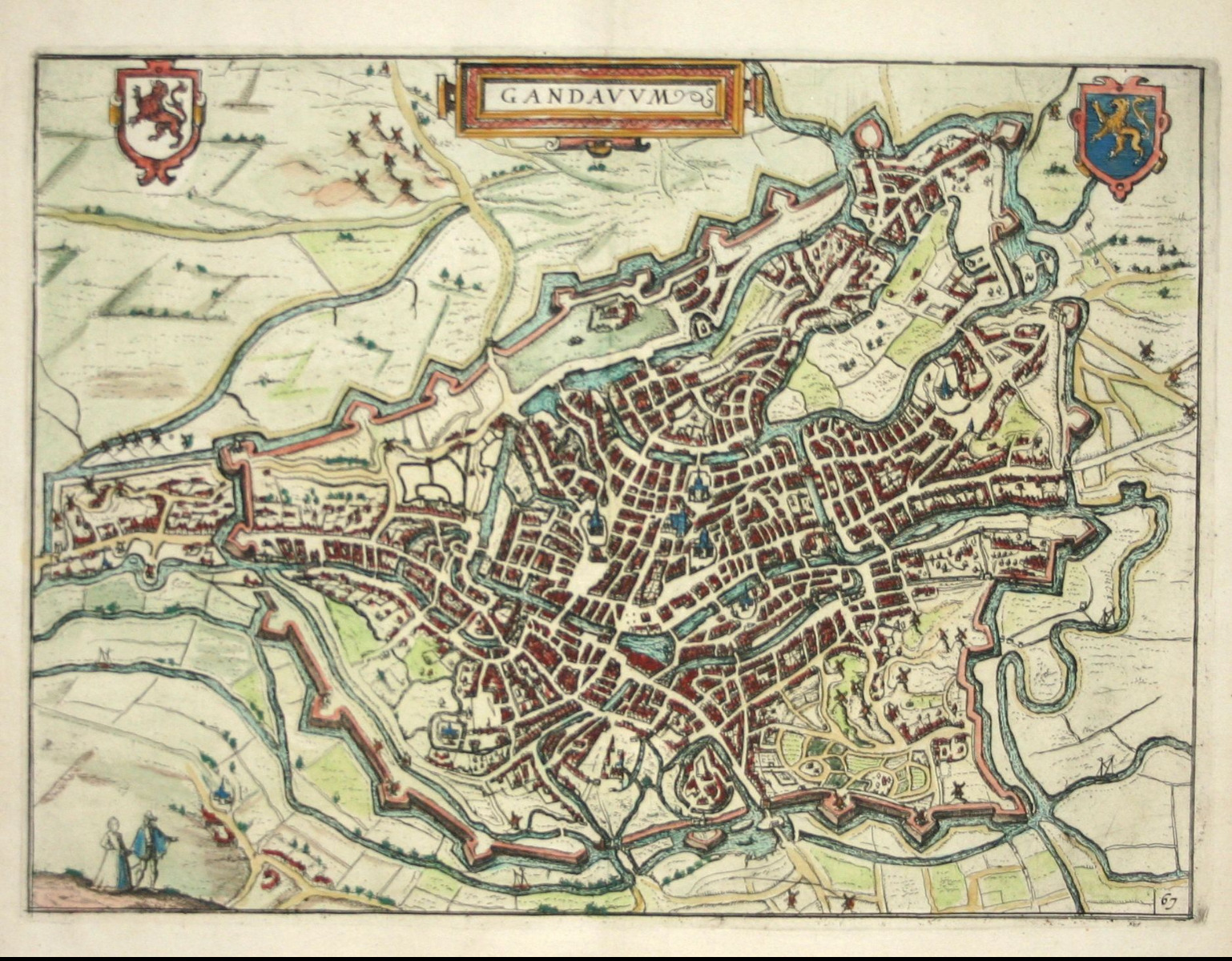
Gent op kaart van Guicciardini in 1612

Het protestantisme verspreidde zich vanaf 1520 en vond in Gent een culturele en intellectuele voedingsbodem. De keerzijde die de nieuwe religieuze invulling met zich meebracht was dat het religieus geweld, zoals de Beeldenstorm van 1566, heftig toesloeg. Gent verloor ontelbare religieuze kunstwerken en de vernielingen veroorzaakten een psychologische schokgolf bij de bevolking. In de Opstand tegen Spanje speelde Gent, dat na Antwerpen nog steeds de grootste stad van de Nederlanden was, een leidende rol. Door de Pacificatie van Gent in 1576 sloten de Nederlanden, ongeacht katholiek of calvinistisch, de rangen tegen het Spaanse bezettingsleger. De eisen die de Nederlandse regio's stelden waren in het begin gematigd maar na afwijzingen door de Spaanse landvoogd radicaliseerde de opstand verder.
Ook de Calvinistische geloofsovertuiging vond zijn weg naar Gent. Na een staatsgreep van radicale protestanten onder leiding van Jan van Hembyze en François van Ryhove op 28 oktober 1577, werd de calvinistische Gentse Republiek gevestigd, die erin slaagde een groot deel van Vlaanderen te beheersen. Het terreurbewind viel de katholieke geestelijkheid en heiligdommen aan en trachtte de leidende rol van Willem van Oranje in de Opstand over te nemen. In 1580 werd de katholieke godsdienst in Gent officieel verboden.
In deze periode werd een nieuwe militaire omwalling rond Gent gebouwd, die heel goed zichtbaar is als men de kaart van Guicciardini uit 1612 vergelijkt met deze van Braun & Hogenberg uit 1576. Ook de eerste Gentse (theologische) universiteit werd opgericht (in 't Pand, vandaag gerestaureerd en eigendom van de Universiteit Gent). Na de inname van Gent door de prins van Parma op 17 september 1584 weken ruim 4000 Calvinisten uit naar de Zeven Verenigde Provinciën. Ten slotte werd een burgerwacht opgericht waarin alle volwassen mannen tot 65 jaar moesten dienen. Dit initiatief zou tot 1752 blijven bestaan. Andere hervormingen zoals die van het stedelijk onderwijs en de oprichting van wijkorganisaties overleefden de calvinistische periode niet. Deze initiatieven kwamen in de 17de eeuw wel terug in andere vorm zoals bijvoorbeeld de katholieke colleges en de gebuurten.
Alexander Farnese herstelde in 1584 het Spaanse gezag en daardoor werd de katholieke reformatie verdergezet die startte omstreeks 1545 met het Concilie van Trente. Al sinds 1559 was Gent een bisschopsstad geworden maar door de religieuze strijd en het oorlogsgeweld was de bisschoppelijke organisatie nog niet van de grond gekomen. Het aantal kloosters binnen de stadsmuren nam toe en ook de begijnhoven zagen stijgende bevolking. Met de colleges van de jezuïeten, opgericht omstreeks 1592, en de augustijnen, omstreeks 1609, werd het onderwijs voor jongens georganiseerd. Onder bisschop Antoon Triest kwamen er omstreeks 1620 ook nieuwe armen- en wezenscholen. Andere sociale voorzieningen namen ook toe met pandjeshuizen die goedkope leningen verstrekten zoals de Berg van barmhartigheid.

## Verval en heropleving

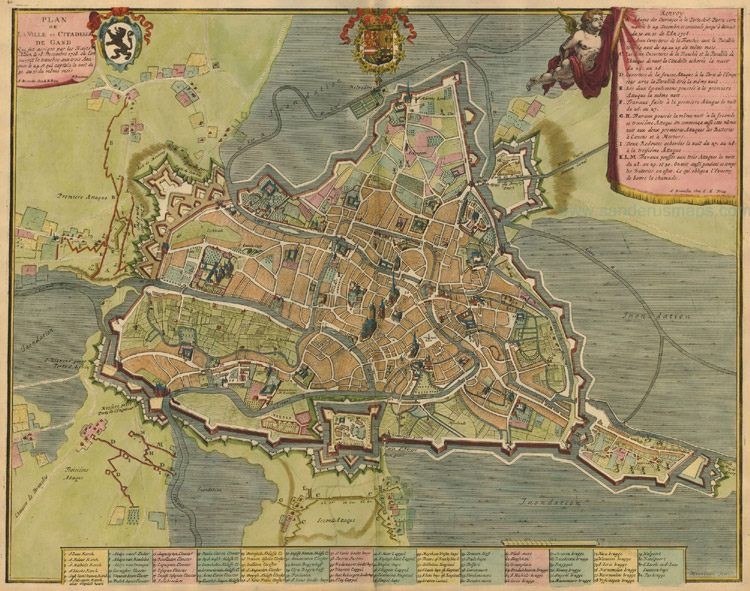
Gent in 1712 op kaart van Frickx

Van eind 16de tot ca. midden 18de eeuw, kende Gent een economisch verval. De Calvinistische republiek valt en tegelijk is er een blokkade van de Westerschelde. De bevolking van boven de 50.000 was in 1650 teruggevallen tot circa 31.000. Omdat door de Vrede van Münster (1648) Gent haar uitweg via de Sassevaart naar de Westerschelde verloor moest er een nieuwe uitweg naar zee komen. Dit werd uiteindelijk het in 1623 opengestelde Kanaal Gent-Brugge. Gent bleef wel een grote stad. Het hield ondanks de crisis de zetel van een bisdom, de Staten van Vlaanderen en van de Raad van Vlaanderen. De economische troeven die de stad had als knooppunt van land- en waterwegen en als regionale marktplaats zorgen ervoor dat de stad niet helemaal in verval raakten. Er was in de 17de eeuw ook even een stijging in welvaart wat zorgde voor meer bouw in steen op zowel openbaar als particulier vlak. Deze welvaart duurde echter niet lang en de economie kwam in een recessie terecht tussen 1670 en 1750 en de stad werd ook verschillende keren belegerd door Franse en Engelse troepen. Het bevolkingsaantal zou verder dalen van 51.000 in 1700 tot 39.000 in 1730. In 1736 werd de Sint Veerlekerk op het gelijknamige plein afgebroken.
De vestiging van nieuwe nijverheden in de tweede helft van de 18de eeuw en de aanwezigheid van de belangrijkste lijnwaadmarkt van het land brachten economische heropleving en een sterke toename van de bevolking; Gent zou weer de grootste stad van België worden en dat blijven tot de hongersnood van 1845-1848. Aan het eind van de 18de eeuw zou het als eerste stad van het vasteland industrialiseren vooral als gevolg van de invoering van de gemechaniseerde linnen- en katoennijverheid, onder meer nadat Lieven Bauwens een spinmachine, de "Mule Jenny", uit Engeland naar het vasteland smokkelde. Ook was er een liberaal ondernemingsklimaat beïnvloed door het beleid van de Oostenrijks-Habsburgse vorsten. Er waren meer investeringen in de haveninfrastructuur en het waterwegennetwerk: in opdracht van minister Botta Adorno werden het Kanaal Gent-Brugge verbeterd en werden kanalen gegraven, zoals de Coupure (1751-1753); de Brugse Vaart was daardoor met de Leie verbonden en de Leie met de Nederschelde.
In 1783 werden kloosters door keizer Jozef II afgeschaft. De karmelietessen bijvoorbeeld moesten uit Gent vertrekken en het kloostergebouw werd verkocht, waarna het complex als beluik en opslagplaats werd gebruikt. De Franse revolutionairen verdreven de kloostergemeenschappen uit Gent in 1796. Het klooster van Boudelo werd omgevormd tot centrale school in 1797 en de kerk tot Tempel van de Rede. In het huidige Boudeloohof werd in 1797 de botanische tuin aangelegd die in 1903 zijn plaats kreeg in het Citadelpark (zie 
Plantentuin Universiteit Gent).
Gedurende de Franse tijd (1794-1814) steeg de welvaart in Gent, en tijdens het Verenigd Koninkrijk der Nederlanden (1815-1830) werd Gent een universiteitsstad (1816-1817) en ook opnieuw een zeehaven, door het graven van het Kanaal Gent-Terneuzen (1825-1827). Toen vonden ook de Gentse katoenweefsels een uitgestrekt afzetgebied in Nederlands-Indië, wat verklaart dat de Gentse industriëlen de Belgische Omwenteling niet algemeen toejuichten. Na 1830 bleef een groot deel van de Gentse burgerij oranjegezind (Hippolyte Metdepenningen), hoewel de meerderheid van de orangisten liefst Frans sprak. Na 1848 gingen de orangisten op in de Liberale Partij.
Op 28 december 1814 werd te Gent tussen de Angelsaksische mogendheden (Engeland en de Verenigde Staten) de Vrede van Gent gesloten. En gedurende de Honderd Dagen verbleef koning Lodewijk XVIII van Frankrijk geruime tijd in Gent.
In 1812 en 1815 werden de straten van respectievelijk Londen en Parijs al verlicht door gasverlichting, en in 1819 volgde Brussel. Omstreeks 1827 bouwde ook de stad Gent haar eerste gasfabriek, waardoor men na twee jaar al 700 straatfakkels kon vervangen door veiligere gaslantaarns. Korte tijd later kwamen er nog twee andere fabrieken bij, waaronder de fabriek van de Gasmeterlaan, waarvan nu nog twee metalen skeletten bewaard zijn gebleven op de site van het bedrijf "De Nieuwe Molens".
In de periode van het Verenigd Koninkrijk der Nederlanden werd de citadel van Gent gebouwd als verdediging tegen Frankrijk.

## Na 1830
Gent werd in 1832 zwaar getroffen door de cholera. Het eerste geval werd vastgesteld op 25 mei en op 15 september was de epidemie voorlopig uitgewoed. Er waren toen 1227 mensen gestorven, ongeveer de helft van de getroffenen. In de zomers van 1833 en 1834 volgden nog kleinere uitbraken, met in Gent zo'n 200 dodelijke slachtoffers.
Op 28 september 1837 kwam voor het eerst een stoomtrein naar Gent. Vanaf 1874 had de stad ook tramlijnen, in 1899 waren er al negen lijnen (in het begin paardentrams, elektrische tramlijnen vanaf 1905). In 1860 vervielen de octrooirechten om goederen in en uit de stad te voeren en werden de laatste Gentse stadspoorten afgebroken. De industrie vestigde zich buiten het stadscentrum en nieuwe wijken konden nu buiten de vroegere omwallingen groeien.

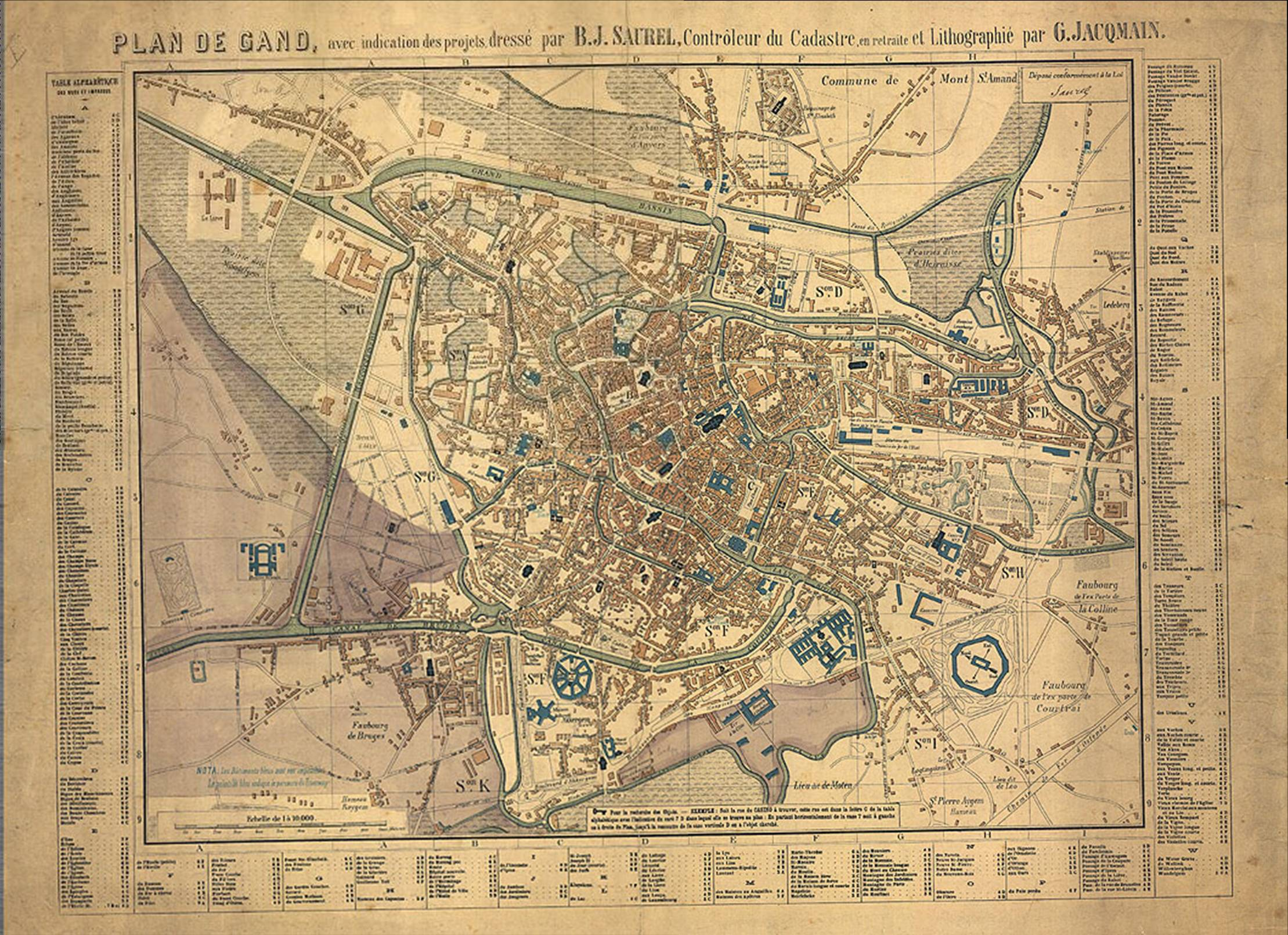
Gent in 1841 op kaart van Saurel

Gent is ook de stad waar de eerste moderne vakbonden van België het licht zagen, en waar - door de groei van haar proletariaat - de Belgische socialistische beweging ontstond. Edward Anseele, de leider van de Gentse socialisten, zou echter eerst in Luik verkozen worden als parlementslid (1894-1900).
De wereldtentoonstelling van 1913 werd in Gent georganiseerd. De terreinen waar de wereldtentoonstelling toen doorging, is nu het Miljoenenkwartier. De buurt werd geürbaniseerd en aan het nieuwe Maria-Hendrikaplein opende het nieuwe Sint-Pietersstation.
Gedurende beide wereldoorlogen had Gent weinig te lijden van bombardementen, zodat de vele historische gebouwen in hun pracht goed bewaard gebleven zijn.
Het grondgebied van stad Gent werd door de fusies van 1965 en van 1977 met aanliggende gemeenten flink uitgebreid.